# 蔡伯荒
蔡伯荒（？—？），姓名姬荒，是西周蔡國第三任國君。他是蔡仲之子，在位年不詳。